# Liste der Monuments historiques in Vallangoujard
Die Liste der Monuments historiques in Vallangoujard führt die Monuments historiques in der französischen Gemeinde Vallangoujard auf.

## Liste der Bauwerke
| Bezeichnung                 | Beschreibung                                            | Standort          | Kennzeichnung | Schutzstatus | Datum | Bild           |
| --------------------------- | ------------------------------------------------------- | ----------------- | ------------- | ------------ | ----- | -------------- |
| Kirche St-Martin            | Erbaut im 12./13. Jahrhundert                           | (Lage)            | PA00080217    | Classé       | 1915  | weitere Bilder |
| Gallo-römische Ausgrabungen | auch PA95000011 und auch auf dem Gebiet von Épiais-Rhus | La Garenne (Lage) | PA00080218    | Classé       | 1967  |                |

## Liste der Objekte

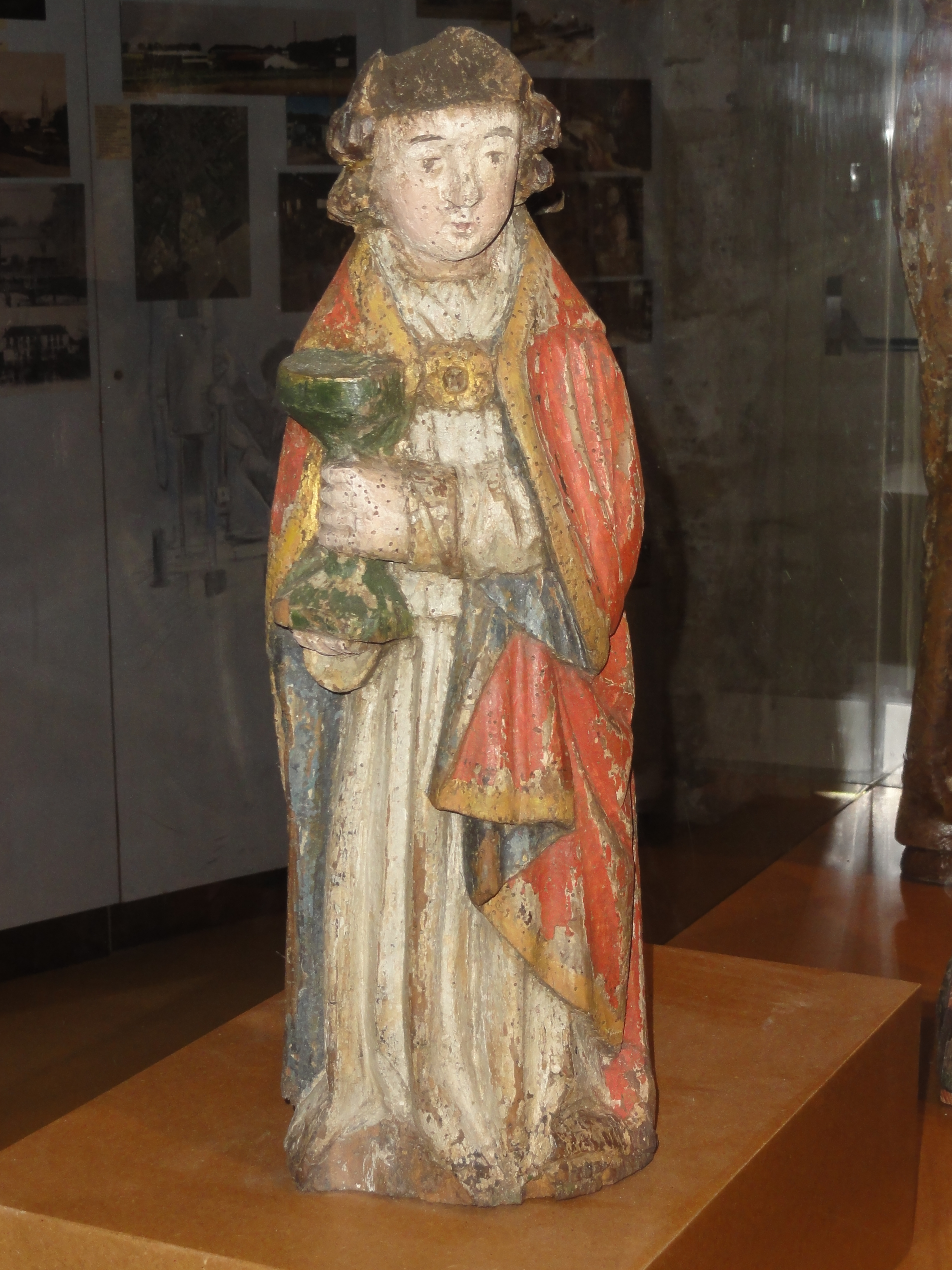
Skulptur Engel als Ceroferar (16. Jahrhundert) in der Kirche St-Martin

- Monuments historiques (Objekte) in Vallangoujard in der Base Palissy des französischen Kultusministeriums

Siehe auch: Taufbecken St-Martin (Vallangoujard)